# Goba
Goba je mesnato, od nekaj milimetrov do več 10 centimetrov veliko plodišče nekaterih vrst gliv (Mycophyta), v katerem nastajajo spore. Z izrazom goba lahko imenujemo tudi celotni organizem s takim plodiščem (Macromycetes). Gobe živijo kot gniloživke (saprofiti), zajedavke (paraziti) ali v sožitju (simbiozi) z drugimi organizmi. Gobe gniloživke si energijo in potrebne organske snovi priskrbijo tako, da razkrajajo odmrle organske ostanke. Gobe, kot skupina organizmov z makroskopskim plodiščem, niso sistematska kategorija, saj si niso vse v ožjem sorodu. Med gobe prištevamo nekatere zaprtotrosnice (Ascomycetes), npr. užitne smrčke in gomoljike, kot tudi nekatere prostotrosnice (Basidiomycetes), npr. jurčke, lisičke in mušnice.
Vendar pa med gobe ne uvrščamo tistih zaprtotrosnic, ki ne tvorijo makroskopskih plodišč, kot so npr. pivski kvas (Saccharomyces cerevisiae) in črna krušna plesen (Rhizopus nigricans). Tudi nekatere prostotrosnice ne tvorijo makroskopskih plodišč in jih zato ne uvrščamo med gobe. Taka je npr. žitna rja (Puccinia graminis) in koruzna snet (Ustilago maydis).

## Vloga gob v naravi
Gobe, podobno kot ostale glive, uvrščamo med najpomembnejše odstranjevalce odpadkov v naravi, izjemno pomembno vlogo pa imajo tudi zato, ker predelajo že uporabljene organske snovi v ponovno surovino za druge žive organizme, saj so tudi same hrana. Številne vrste gob se življenjsko povezujejo s koreninskim sistemom živih rastlin, predvsem dreves, s katerimi živijo v sožitju (simbioza), imenovamem mikoriza. Tako nekatere vrste gob (npr. tartufi) kot posebni gomoljasti izrastki zrastejo na koreninah nekaterih drevesnih vrst. Te gobe drevesu odvzemajo nekatere organske snovi (predvsem ogljikove hidrate), same pa drevo oskrbujejo z vodo in v njej raztopljenimi minerali.
Mikoriza je lahko endotrofna ali ektotrofna. Endotrofna mikoriza imenujemo pojav, pri katerem pletež celic gobe prodre v notranjost koreninskih celic gostitelja, pri ektotrofni mikorizi pa se goba razprede samo v medceličnih prostorih med koreninskimi celicami. Ta simbioza je pri nekaterih vrstah drevesnih in gobjih vrstah tako močna, da se skoraj vse vrste cevark in nekatere vrste koprenk brez drevesa, gostitelja, sploh ne morejo razviti. Po drugi strani pa tudi nekatere drevesne vrste brez pomoči gob slabše uspevajo. Tako se v naravi mikorizne drevesne vrste z gobjimi trosi »okužijo« že v mladosti, kar s pridom izkoriščajo tudi gojitelji tartufov, ki taka drevesa sadijo v posebne nasade in na ta način pridobivajo to cenjeno gobo.